# Rhodri Smith
Rhodri Smith, né le 9 septembre 2006, est un footballeur suisse (binational britannico-suisse). Il évolue au poste d'arrière gauche aux Young Boys.

## Biographie

### Origines
Rhodri Smith naît le 9 septembre 2006. Il possède les nationalités suisse et britannique (nationalités sportives suisse et anglaise).

### Carrière en club
Rhodri Smith est formé par les Young Boys de Berne, où il commence sa carrière professionnelle en championnat de Suisse après s'être illustré avec l'équipe reserve en troisième division.
Il joue son premier match avec l'équipe première du club le 6 novembre 2024, entrant en jeu à la place de Sandro Lauper lors du match de Ligue des champions chez le Chakhtar Donetsk.

### Carrière en sélection
Rhodri Smith est international suisse junior avec l'équipe des moins de 19 ans à partir de septembre 2024.